# Nguyễn Hữu Thọ
Nguyễn Hữu Thọ (10 tháng 7 năm 1910 – 24 tháng 12 năm 1996) là một luật sư, nhà cách mạng và chính khách Việt Nam. Ông là Phó Chủ tịch nước Việt Nam sau đó là Phó Chủ tịch Hội đồng Nhà nước Việt Nam từ năm 1976 đến năm 1992 trong giai đoạn này ông làm Chủ tịch Quốc hội Việt Nam từ năm 1981 đến năm 1987, sau đó ông là Chủ tịch Ủy ban Trung ương Mặt trận Tổ quốc Việt Nam từ năm 1988 đến năm 1994. Ông từng là Quyền Chủ tịch nước Việt Nam từ ngày 30 tháng 3 năm 1980 đến ngày 4 tháng 7 năm 1981 sau khi ông Tôn Đức Thắng qua đời. Trong Chiến tranh Việt Nam, ông là Chủ tịch đầu tiên của Mặt trận Dân tộc Giải phóng miền Nam Việt Nam và Chủ tịch Hội đồng cố vấn của Cộng hòa miền Nam Việt Nam chức vụ tương đương với Chủ tịch nước.

## Tiểu sử

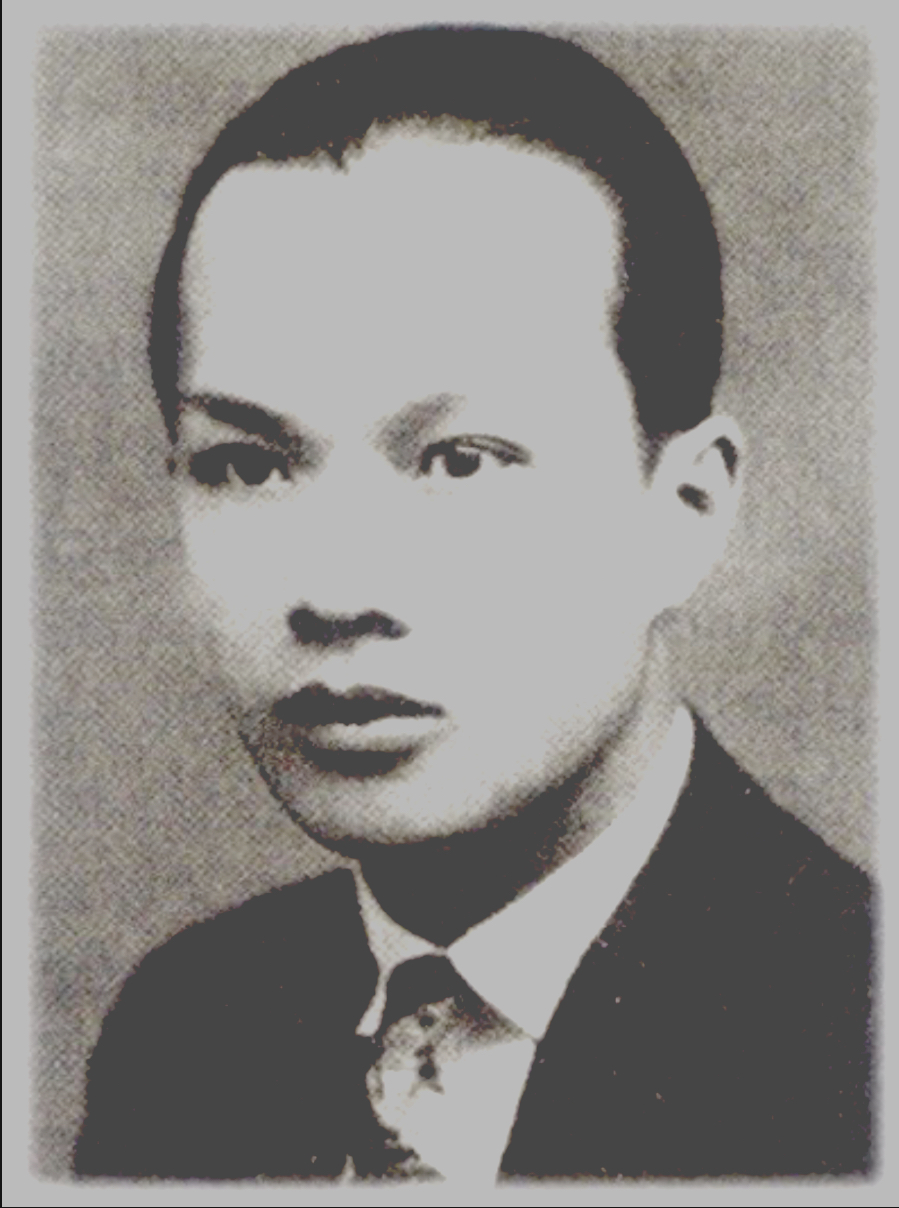
Nguyễn Hữu Thọ vào năm 1932

Ông sinh ra ở làng Long Phú, tổng Long Hưng Hạ, quận Trung Quận, tỉnh Chợ Lớn (nay là thị trấn Bến Lức, huyện Bến Lức, tỉnh Long An). Năm 1930, ông học luật ở Pháp và trở về nước năm 1933. Hành nghề luật sư khắp các tỉnh miền Tây Nam Bộ, ông luôn bảo vệ công lý, bênh vực người dân vô tội trước tòa án thực dân. Năm 1947, ông vận động hàng trăm luật sư, kỹ sư, bác sĩ, dược sĩ, nhà giáo, nhà báo,... ký tên vào bản Tuyên ngôn của trí thức Sài Gòn - Chợ Lớn đòi Chính phủ Pháp đàm phán với Chính phủ Việt Nam do Việt Minh lãnh đạo. Năm 1948, ông tham gia Hội Liên Việt và ngày 16 tháng 10 năm 1949 ông được kết nạp vào Đảng Cộng sản Đông Dương.

## Sự nghiệp chính trị

### Hoạt động Cách mạng
Ông hoạt động trong phong trào trí thức và bị Pháp bắt tháng 6 năm 1950, bị giam ở Lai Châu rồi Sơn Tây cho đến tháng 11 năm 1952. Sau đó ông lại tham gia phong trào đấu tranh hợp pháp, đòi hòa bình ở Sài Gòn - Chợ Lớn, là Phó chủ tịch Phong trào hòa bình Sài Gòn-Chợ Lớn.
Kể từ năm 1954, tại miền Nam, Hoa Kỳ hậu thuẫn chính phủ Ngô Đình Diệm truy bắt, tiêu diệt lực lượng kháng chiến ở Nam bộ. Trong những năm 1954 - 1959, ở miền Nam đã có 466.000 người bị bắt, trong đó khoảng 400.000 người bị đi đày và 68.000 người bị xử tử. Trong sự kiện đó, năm 1954, ông bị quân đội Quốc gia Việt Nam của Ngô Đình Diệm bắt giam ở Phú Yên.

### Chính phủ Cách mạng lâm thời
Cuối tháng 11 năm 1961 ông Thọ về đến bắc Tây Ninh, tháng 2 năm 1962 Đại hội lần thứ I Mặt trận Dân tộc giải phóng miền Nam Việt Nam tổ chức và ông được bầu làm Chủ tịch.
Khi Chính phủ Cách mạng lâm thời Cộng hòa Miền Nam Việt Nam thành lập vào tháng 6 năm 1969, ông giữ chức Chủ tịch Hội đồng cố vấn (tương đương với Chủ tịch nước) nhưng thực tế thì không có quá nhiều quyền lực lên nhà nước.Quyền lực thực tế nằm trong tay Chủ tịch Chính Phủ Huỳnh Tấn Phát

### Sự nghiệp chính trị sau năm 1975
Năm 1976 ông được bầu làm Phó Chủ tịch nước Việt Nam thống nhất.
Tháng 4 năm 1980 ông làm Quyền Chủ tịch nước đến tháng 7 năm 1981 sau khi Chủ tịch nước Việt Nam Tôn Đức Thắng qua đời.
Năm 1981 ông là Chủ tịch Quốc hội Việt Nam đến năm 1987, rồi là Chủ tịch Mặt trận Tổ quốc tại đại hội năm 1988. Ông giữ chức Phó Chủ tịch Hội đồng nhà nước khóa VII, VIII.
Ông được thưởng Huân chương Sao vàng năm 1993.

## Qua đời và vinh danh

### Qua đời

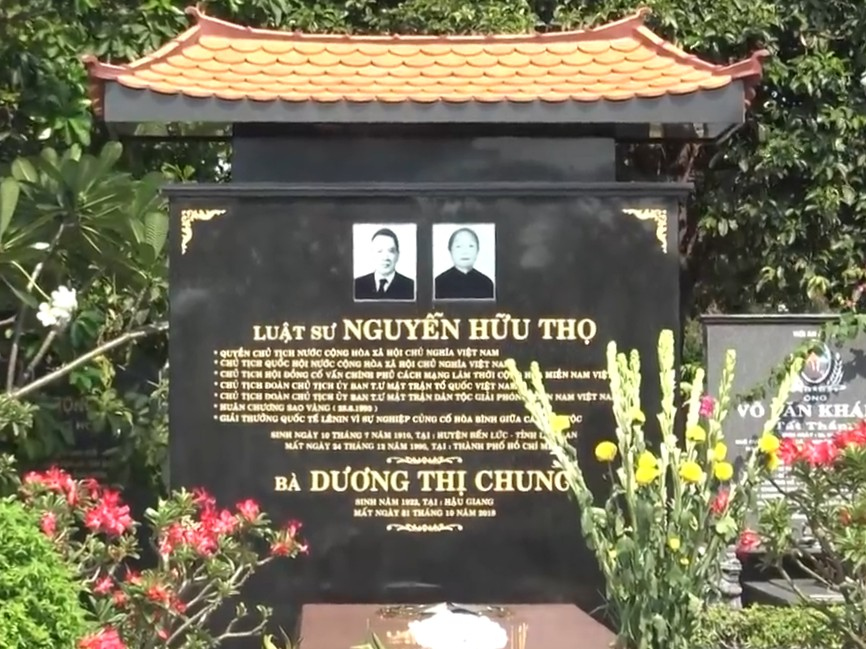
Mộ của ông Nguyễn Hữu Thọ và vợ của ông

Ông qua đời lúc 20h40 tối ngày 24 tháng 12 năm 1996 tại Thành phố Hồ Chí Minh, và được an táng ở Nghĩa trang TP.HCM.
Lễ quốc tang sẽ diễn ra trong 3 ngày (29, 30 và 31 tháng 12 năm 1996), lễ viếng và lễ truy điệu diễn ra tại Hội trường Thống Nhất, thành phố Hồ Chí Minh và lễ an táng tại Nghĩa trang Thành phố Hồ Chí Minh vào ngày 30 tháng 12 năm 1996. Trong thời điểm Quốc tang, các chương trình đón năm mới 1997 đều bị hủy bỏ.

### Vinh danh

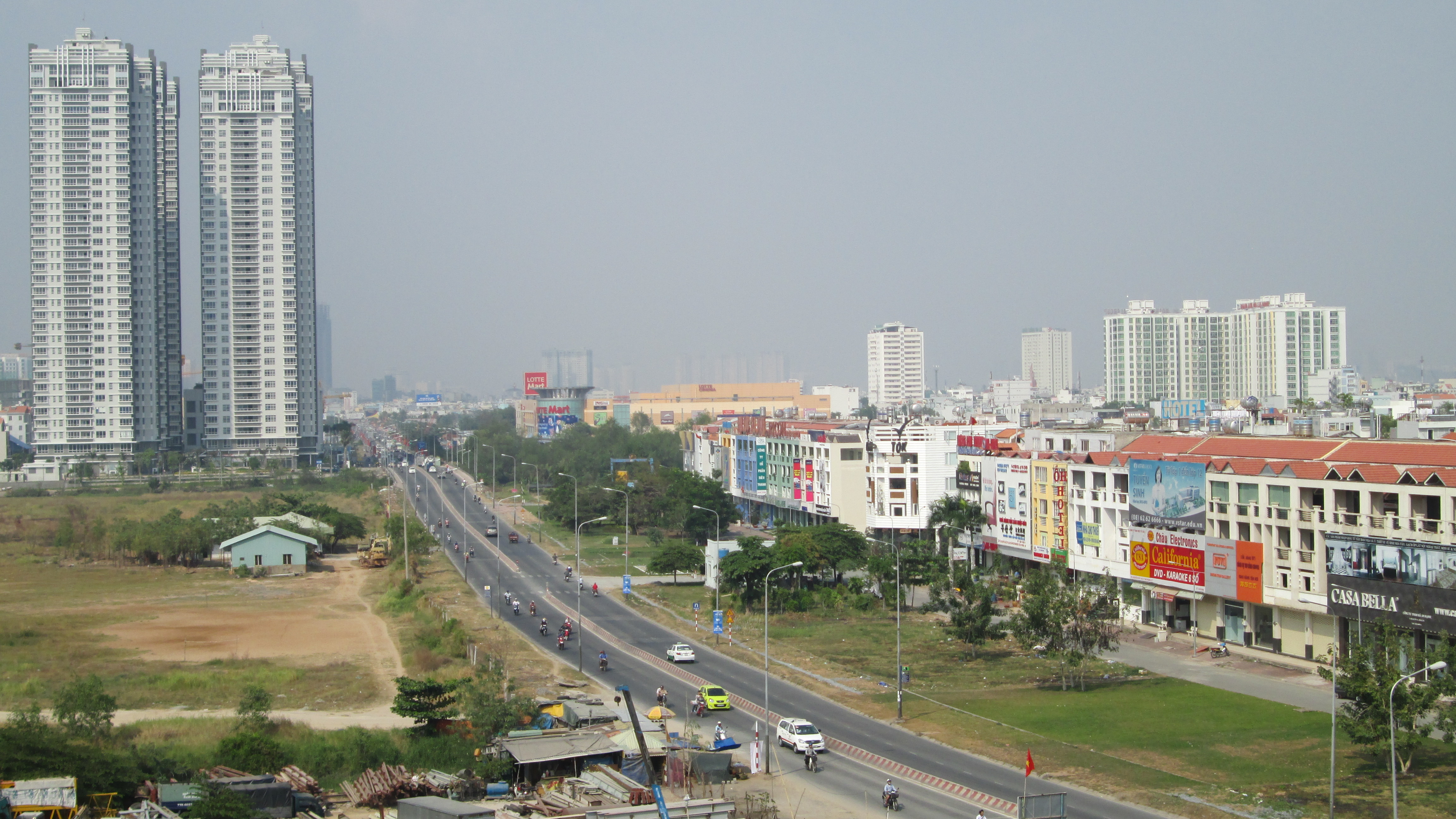
Đường Nguyễn Hữu Thọ tại Sài Gòn

Tên của ông được đặt cho các đường phố ở Việt Nam, gồm có: Hà Nội (nối Giải Phóng với đường Linh Đường), Thành phố Hồ Chí Minh (nối Khánh Hội - cầu Bà Chiêm), Đà Nẵng (nối Nguyễn Tri Phương đến Võ Chí Công), Điện Biên Phủ (quốc lộ 12 đến điểm cắt Bế Văn Đàn),...
Tên của ông được đặt cho ngôi trường lớn ở quê hương ông (Bến Lức) THPT Nguyễn Hữu Thọ gần nhà văn hóa Bến Lức, ở quận 7 trường THCS Nguyễn Hữu Thọ trên đường Lâm Văn Bền và ở quận 4 ngày 12/03/2010 tên ông được đặt cho trường THPT Nguyễn Hữu Thọ, gần Bến Nhà Rồng tọa lạc địa chỉ số 02 Bến Vân Đồn phường 12 quận 4.
Ngoài ra, Đền thờ Nguyễn Hữu Thọ đã được xây dựng ở quê hương ông nằm giữa nhà văn hóa huyện và ngôi trường mang tên ông.

### Tác phẩm
- "Gắn bó với dân tộc, với nhân dân, với cách mạng". Nhà xuất bản Chính trị quốc gia, Hà Nội, 1996